# NCIS (11.ª temporada)
NCIS foi renovada em 1.º de fevereiro de 2013 para sua Décima primeira temporada. Seu primeiro episódio estreou no dia 24 de setembro de 2013.
Seu premiere, de acordo com o site TV Line, se chamará "Whiskey Tango Foxtrot".
Também, segundo a CBS e o site deadline.com, a atriz Cote de Pablo, que interpreta Ziva David, não retornará como parte do elenco principal, embora retorne como parte do elenco recorrente(até o final da historia da personagem dela na série).
A previsão é que a nova personagem apareça em outubro ou novembro . Segundo reportagens, a atriz escolhida para este papel é Emily Wickersham.

## Elenco
|  | Principal |  | Recorrente |

| Personagem             | Ator/atriz        | Cargo                      | Principal    |
| ---------------------- | ----------------- | -------------------------- | ------------ |
| Leroy Jethro Gibbs     | Mark Harmon       | Agente Especial Supervisor |              |
| Tony DiNozzo           | Michael Weatherly | Agente Especial Sênior     |              |
| Ziva David             | Cote de Pablo     | Agente Especial            | Ep.1-2       |
| Abby Sciuto            | Pauley Perrette   | Especialista Forense       |              |
| Timothy McGee          | Sean Murray       | Agente Especial            |              |
| Leon Vance             | Rocky Carroll     | Diretor do NCIS            |              |
| Donald "Ducky" Mallard | David McCallum    | Médico Legista Assistente  |              |
| Jimmy Palmer           | Brian Dietzen     | Legista assistente         |              |
| Sarah Porter           | Leslie Hope       | Secretária da Marinha      |              |
| Delilah Fielding       | Margo Harshman    | Namorada McGee             |              |
| Eleanor "Ellie" Bishop | Emily Wickersham  | Analista NSA               | Ep.9 ao 11   |
| Eleanor "Ellie" Bishop | Emily Wickersham  | Agente Especial do NCIS    | Ep. 12 ao 24 |

## Episódios
A décima primeira temporada de NCIS iniciou-se em 29 de setembro de 2013 e terminou em 13 de maio de 2014. A temporada foi marcada pela saída da atriz Cote de Pablo e a consequente despedida de sua personagem, Ziva David, e pelo ingresso na equipe da novata Eleanor Bishop, interpretada por Emily Wickersham. Nesta temporada foi exibido o episódio número 250 da série ("Dressed to Kill").
O principal arco dramático da temporada envolveu a perseguição da equipe ao terrorista Benham Parsa, responsável pela morte do Secretário da Marinha Clayton Jarvis e pelos atentados contra Gibbs e sua equipe, no primeiro episódio. Houve também a apresentação da equipe do escritório do NCIS em New Orleans, num episódio duplo piloto da nova série derivada ("spin-off") NCIS: New Orleans.
Conforme declaração do "showrunner" Gary Glasberg, o season finale não teria um cliffhanger. A temporada foi concluída com um episódio em homenagem ao ator Ralph Waite, falecido em fevereiro de 2014, que interpretava na série o personagem Jackson Gibbs.
| Seq. | Episódios | Título                   | Direção             | Escrito por                                           | Data de exibição        | Audiência EUA (em milhões) |
| --- | --------- | ------------------------ | ------------------- | ----------------------------------------------------- | ----------------------- | -------------------------- |
| 235 | 1         | "Whiskey Tango Foxtrot"  | Tony Wharmby        | Gary Glasberg                                         | 24 de setembro de 2013  | 20.02                      |
| Uma explosão num evento que resulta em uma morte ligada a agencia muda a perspectiva de Parsons sobre a equipe de Gibbs. Enquanto isso, sem distintivos e como civis, DiNozzo e McGee investigam o caso, embora o caso tenha perigosas ligações com ambos. Personagens recorrentes: Joe Spano como Agente do FBI Tobias Fornell; Margo Harshman como Delilah Fielding; Damon Dayoub como Adam Eshel e Colin Hanks como Richard Parsons Primeira aparição de: Delilah Fielding |           |                          |                     |                                                       |                         |                            |
| 236 | 2         | "Past, Present, Future"  | James Whitmore, Jr  | Gary Glasberg, Scott Williams and Gina Lucita Monreal | 1 de outubro de 2013    | 19.98                      |
| Determinado a localizar Ziva, Tony segue pistas em Israel na busca por seu paradeiro. Enquanto isso Gibbs e a equipe continuam a busca por Parsa e sua crescente célula terrorista. Esse episódio marca a saída da atriz Cote de Pablo que interpretava a Agente Especial do NCIS Ziva David, personagem introduzido na terceira temporada. Personagens recorrentes: Cote de Pablo como Ziva David; Joe Spano como Agente do FBI Tobias Fornell; Marina Sirtis como Diretora do Mossad Orli Elbaz; Damon Dayoub como Adam Eshel e Leslie Hope como Secretária da Marinha (SECNAV) Sarah Porter |           |                          |                     |                                                       |                         |                            |
| 237 | 3         | "Under the Radar"        | Dennis Smith        | George Schenck e Frank Cardea                         | 8 de outubro de 2013    | 18.33                      |
| A equipe de NCIS precisa recorrer ao Twitter para solucionar um caso que envolve o desaparecimento de um Tenente da Marinha. enquanto isso, McGee perde seu distintivo, mas esconde esta informação de Gibbs e das autoridades. |           |                          |                     |                                                       |                         |                            |
| 238 | 4         | "Anonymous was a Woman"  | Terrence O'Hara     | Steven D. Binder                                      | 15 de outubro de 2013   | 18.83                      |
| Após descobrirem uma conexão com um abrigo de mulheres afegãs que o falecido agente Mike Franks sustentou por anos, Gibbs e McGee vão ao Afeganistão para investigar. Personagens recorrentes: Muse Watson como Mike Franks e Jackie Geary como Agente do NCIS Susan Grady |           |                          |                     |                                                       |                         |                            |
| 239 | 5         | "Once a crock"           | Arvin Brown         | Christopher Silber                                    | 22 de outubro de 2013   | 18.99                      |
| O insone DiNozzo volta a seus tempos de policial de Baltimore ao ver o suspeito de um caso de 15 anos atrás em uma cena de crime do NCIS. Personagem recorrente: Margo Harshman como Delilah Fielding |           |                          |                     |                                                       |                         |                            |
| 240 | 6         | "Oil & Water"            | Tom Wright          | Jennifer Corbett                                      | 29 de outubro de 2013   | 19.30                      |
| Uma explosão suspeita a bordo de uma plataforma de petróleo leva o NCIS a trabalhar em conjunto com o Serviço Investigativo da Guarda Costeira, notadamente com a Agente Abigail "Abby" Borin. Enquanto isso, um brincalhão misterioso está visando a equipe do NCIS, e ninguém está a salvo dele. Personagens recorrentes: Diane Neal como Agente do CGIS Abigail Borin; Leslie Hope como Secretária da Marinha (SECNAV) Sarah Porter |           |                          |                     |                                                       |                         |                            |
| 241 | 7         | "Better Angels"          | Tony Wharmby        | Gina Lucita Monreal                                   | 5 de novembro de 2013   | 19.18                      |
| Gibbs afasta-se de uma investigação para ajudar seu pai a encontrar um piloto alemão que salvara sua vida durante a Segunda Guerra. Na ausência do chefe, DiNozzo e McGee disputam pelo comando da investigação. (Última aparição de Ralph Waite) Personagem recorrente: Ralph Waite como Jackson Gibbs |           |                          |                     |                                                       |                         |                            |
| 242 | 8         | "Alibi"                  | Holly Dale          | George Schenck and Frank Cardea                       | 12 de novembro de 2013  | 19.37                      |
| O principal suspeito do atropelamento e morte de uma fuzileira alega ter um álibi, mas sua advogada recusa-se a dizer qual é. Enquanto isso, McGee estranha o comportamento de DiNozzo. Personagem recorrente: Salli Richardson-Whitfield como Carrie Clark |           |                          |                     |                                                       |                         |                            |
| 243 | 9         | "Gut Check"              | Dennis Smith        | Christopher J. Waild                                  | 19 de novembro de 2013  | 19.66                      |
| Analista da NSA auxilia a equipe de Gibbs na investigação de uma quebra de segurança prevista por ela dois anos antes. Personagens recorrentes: Emily Wickersham como Eleanor Bishop; Leslie Hope como Secretária da Marinha (SECNAV) Sarah Porter Primeira aparição de: Eleanor "Ellie" Bishop |           |                          |                     |                                                       |                         |                            |
| 244 | 10        | "Devil's Triad"          | Arvin Brown         | Steven D. Binder                                      | 10 de dezembro de 2013  | 19.30                      |
| Complicações à vista quando o NCIS descobre uma conexão entre uma vítima de homicídio e o novo namorado de Diane, ex-esposa de Gibbs e de Fornell. Enquanto isso, Ellie Bishop faz os ajustes para juntar-se à equipe do NCIS. Personagens recorrentes: Melinda McGraw como Diane Sterling; Joe Spano como Agente do FBI Tobias Fornell; Juliette Angelo como Emily Fornell e Emily Wickersham como Eleanor Bishop |           |                          |                     |                                                       |                         |                            |
| 245 | 11        | "Homesick"               | Terrence O'Hara     | Scott Williams                                        | 17 de dezembro de 2013  | 19.65                      |
| Uma doença não identificada ataca filhos de militares. Enquanto Abby e Palmer têm a ajuda de uma especialista do Centro de Pesquisas Médicas para identificar a moléstia e descobrir a cura antes do Natal, o Diretor Vance recebe a visita do pai de sua falecida esposa. Personagens recorrentes: Emily Wickersham como Eleanor Bishop e Meredith Eaton como Carol Wilson |           |                          |                     |                                                       |                         |                            |
| 246 | 12        | "Kill Chain"             | James Whitmore, Jr. | Christopher Silber                                    | 7 de janeiro de 2014    | 19.65                      |
| O desaparecimento de um equipamento automatizado da Marinha, atribuído ao terrorista Parsa, é investigado pela equipe com a ajuda de uma agente do Serviço Secreto e ex-namorada de Gibbs. Abby incentiva McGee a aprofundar seu relacionamento com Delilah. Personagens recorrentes: Margo Harshman como Delilah Fielding e Susanna Thompson como Hollis Mann |           |                          |                     |                                                       |                         |                            |
| 247 | 13        | "Double Back"            | Tony Wharmby        | Gina Lucita Monreal                                   | 14 de janeiro de 2014   | 19.72                      |
| A equipe tenta localizar o terrorista Basham Parsa através de um de seus comparsas. Enquanto isso, um abalado McGee precisa lidar com as consequências trágicas do atentado do episódio anterior. Personagens recorrentes: Margo Harshman como Delilah Fielding; Wendy Makkena como Dra. Rachel Cranston |           |                          |                     |                                                       |                         |                            |
| 248 | 14        | "Monsters and Men"       | Dennis Smith        | Jennifer Corbett                                      | 4 de fevereiro de 2014  | 19.53                      |
| A equipe intensifica suas ações para localizar Parsa, e descobre-se uma antiga conexão entre a analista Ellie Bishop e o terrorista. |           |                          |                     |                                                       |                         |                            |
| 249 | 15        | "Bulletproof"            | Leslie Libman       | Christopher J. Waild                                  | 25 de fevereiro de 2014 | 17.03                      |
| A equipe investiga a origem de uma carga de coletes balísticos defeituosos e a possibilidade de que coletes idênticos tenham sido enviados para tropas americanas no exterior. Personagens recorrentes: Margo Harshman como Delilah Fielding |           |                          |                     |                                                       |                         |                            |
| 250 | 16        | "Dressed to Kill"        | Thomas J. Wright    | George Schenck & Frank Cardea                         | 4 de março de 2014      | 17.88                      |
| Tony é investigado após matar um homem que se fazia passar por oficial da Marinha. A única testemunha é o pai de Tony, que viera à cidade para dar ao filho uma importante notícia. Personagens recorrentes: Robert Wagner como Anthony DiNozzo Sr. |           |                          |                     |                                                       |                         |                            |
| 251 | 17        | "Rock and a Hard Place"  | Arvin Brown         | Steven D. Binder                                      | 18 de março de 2014     | 17.11                      |
| Após uma explosão nos bastidores de um concerto militar beneficente, a equipe deve investigar se o alvo do ataque era um antigo astro do rock. Enquanto isso, Palmer sofre uma grande decepção quando seu processo de adoção não é bem sucedido. Participação especial: Keith Carradine |           |                          |                     |                                                       |                         |                            |
| 252 | 18        | "Crescent City: Parte 1" | James Whitmore, Jr. | Gary Glasberg                                         | 25 de março de 2014     | 17.52                      |
| O encontro do corpo de um deputado e ex-agente do NIS leva Gibbs a trabalhar com um velho amigo da equipe do escritório de New Orleans e com o FBI para desvendar o crime. Nota: lançamento do spin-off NCIS: New Orleans |           |                          |                     |                                                       |                         |                            |
| 253 | 19        | "Crescent City: Parte 2" | Tony Wharmby        | Gary Glasberg                                         | 1 de abril de 2014      | 17.16                      |
| As equipes intensificam sua investigação em New Orleans para identificar o suspeito de ser o imitador do "Privileged Killer". Nota: lançamento do spin-off NCIS: New Orleans |           |                          |                     |                                                       |                         |                            |
| 254 | 20        | "Page Not Found"         | Terrence O'Hara     | Christopher J. Waild                                  | 8 de abril de 2014      | 17.39                      |
| De volta à sua função de analista no Departamento de Defesa, Delilah pede auxílio à equipe de Gibbs após descobrir uma evidência em um caso polêmico. Enquanto isso McGee pensa em propor à namorada morarem juntos, sem saber que ela está visando um cargo em Dubai. Personagens recorrentes: Margo Harshman como Delilah Fielding |           |                          |                     |                                                       |                         |                            |
| 255 | 21        | "Alleged"                | Avrin Brown         | Scott Williams                                        | 22 de abril de 2014     | 17.12                      |
| O encontro do corpo de um marinheiro em uma estrada na zona rural conduz a equipe a investigar o estupro de uma suboficial da Marinha. (OBS.: a própria Marinha dos EUA solicitou aos produtores da série que abordassem esse tema polêmico.) |           |                          |                     |                                                       |                         |                            |
| 256 | 22        | "Shooter"                | Dennis Smith        | George Schenck & Frank Cardea                         | 29 de abril de 2014     | 17.25                      |
| Ao investigar o desaparecimento de um fuzileiro fotógrafo que ira testemunhar perante a Corte Marcial, a equipe descobre que ele foi assassinado. Para encontrar respostas, eles terão que mergulhar no difícil mundo dos moradores de rua. |           |                          |                     |                                                       |                         |                            |
| 257 | 23        | "The Admiral's Daughter" | James Whitmore, Jr. | Steven D. Binder & Christopher Silber                 | 6 de maio de 2014       | 15.88                      |
| Tony recebe a missão de escoltar a filha rebelde de um Almirante de volta de Marselha, mas é acusado de matar um policial e descobre que nada é o que parece. |           |                          |                     |                                                       |                         |                            |
| 258 | 24        | "Honor Thy Father"       | Tony Wharmby        | Gary Glasberg & Gina Lucita Monreal                   | 13 de maio de 2014      | 16.77                      |
| Ao receber a notícia da morte de seu pai, Gibbs volta a Stillwater para providenciar o funeral, enquanto sua equipe investiga um incêndio a bordo de um navio e descobre que um antigo inimigo de Gibbs está em busca de vingança. Personagens recorrentes: Billy Dee Williams como Leroy Jethro Moore e Marco Sanchez como Alejandro Rivera Personagem em flashbacks: Ralph Waite como Jackson Gibbs |           |                          |                     |                                                       |                         |                            |